# Бредлов, Фабиан
Фабиан Бредлов (нем. Fabian Bredlow; 2 марта 1995, Берлин) — немецкий футболист, вратарь клуба «Штутгарт».

## Клубная карьера
Родился 2 марта 1995 года в городе Берлин. Воспитанник целендорфского клуба «Герта». С 2012 года выступал в юношеской команде клуба «РБ Лейпциг».
В 2014 году на правах аренды перешёл в австрийский «Лиферинг». 18 июля 2014 года в матче против «Хартберга» он дебютировал во втором дивизионе Австрии. 16 сентября в поединке против того же «Хартберга» Бредлов был удалён с поля за фол.
В 2015 году стал игроком клуба «Галлешер», перешёл в клуб на правах свободного агента. 16 августа в матче против «Магдебурга» Фабиан дебютировал в третьей Бундеслиге.
В июле 2017 года стал игроком «Нюрнберга», в составе которого отыграл один сезон во Второй Бундеслиге, а затем провел дебютный сезон в Бундеслиге.
В 2019 года перешёл в «Штутгарт». 21 сентября 2019 года в матче против «Гройтер Фюрта» Бредлов дебютировал за новый клуб, по итогам сезона «швабы» завоевали повышение в Бундеслигу.

## Карьера в сборной
В 2013 году дебютировал в составе юношеской сборной Германии, всего на юношеском уровне принял участие в 6 играх.

## Достижения
«Штутгарт»
- Обладатель Кубка Германии: 2024/25